# Leudast
Leudast (* 6. Jahrhundert; † 582) war der Sohn eines Sklaven, der als Günstling des merowingischen Königshauses als Marschall und comes (Graf) von Tours Karriere machte, dann in Ungnade fiel und schließlich hingerichtet wurde.

## Leben
Leudast wurde als Sohn des servus (Knecht, Sklave) Leuchadius, der einem königlichen Winzer gehörte, auf der Insel Gracina im Poitou geboren.
Als Kind wurde für den Dienst in der königlichen Küche eingeteilt. Mehrmals lief er von der Arbeit davon, wofür ihm zur Strafe ein Ohr eingeschnitten wurde (siehe auch: Schandmal). Um 565 floh er zur Königin Marcovefa, der Gattin des Königs Charibert I. Diese nahm sich seiner an und beförderte ihn zum Aufseher über ihre besten Pferde. Durch seinen Ehrgeiz erlangte er bald darauf das Amt des Marschall. Hochmut, Stolz und Schwelgerei prägten seinen Charakter, doch muss er seiner Königin treu gewesen sein, denn sie schickte ihn oftmals zu Botengängen. Durch Erpressungen gelangte er zu Reichtum und nach dem Tod seiner Gönnerin Marcovefa gelang es ihm durch Geschenke an König Charibert seine Stellung bei Hof zu behaupten. Später wurde er als comes (Graf) nach Tours geschickt.
Bischof Gregor von Tours beschreibt ihn so: Dort brüstete er sich mehr denn je in dem eitlen Gefühl seiner hohen Würde, erwies sich auch als Räuber und Blutsauger, Händelsucher und schmutziger Ehebrecher und raffte durch das Anstiften von Zwietracht und Angebereien ein großes Vermögen zusammen.
Leudast, der comes (Graf) von Tours, ein Anhänger Fredegundes, stellte deren verhassten Stiefsohn Merowech nach, konnte aber 577 nur dessen Diener töten. Marileif, der Leibarzt Chilperichs, wurde bei seiner Rückkehr vom Hof auf Merowechs Anweisung als Rache übel zugerichtet und ausgeplündert.
Chilperich schickte Ansoald 579 nach Tours, der Leudast absetzte und Eunomius am 11. November zum comes erhob. Leudast ging darauf in der Hoffnung sich zu rehabilitieren zum König, beschuldigte Gregor von Tours die Stadt an Childebert II. bzw. dessen Vormund Guntram I. übergeben zu wollen (siehe auch: Merowingischer Bruderkrieg). Die Absichten Leudasts waren so offensichtlich, dass Chilperich dieser ersten Verleumdung von vornherein nicht glaubte. Als Leudast aussagte, Gregor behaupte Königin Fredegunde habe ein Verhältnis mit Bischof Bertram von Bordeaux, ließ Chilperich Leudast einkerkern. Diese Anklage konnte Chilperich nicht ununtersucht lassen, denn sonst hätte er das Gerücht bestätigt. Leudast hatte bei dieser
Beschuldigung mit dem Hass Chilperichs gegen Gregor gerechnet und ihm die Möglichkeit gegeben sich Gregors zu entledigen.
Leudast kam wieder frei und verbündete sich mit dem Priester Riculf, dem er Gregors Bischofssitz anbot. Gregors Gegner intrigierten gegen ihn, so dass er sich im Sommer 580 vor der Synode in Berny verantworten musste. Chilperich und Bischof Bertram traten als Ankläger gegen Gregor auf. Durch eine Eidesleistung gewann Gregor das Vertrauen Chilperichs zurück. Leudast wurde verbannt und exkommuniziert. Er floh in das Kirchenasyl von St. Peter in Paris. Nach dem Tod seines Sohnes holte er heimlich seine Wertsachen aus Tours nach Bourges. Seine Frau wurde gefangen und nach Tournai verbannt. In Bourges wurde Leudast vom Volk unter der Führung des iudex (Richter) überfallen und ausgeraubt, konnte sich selbst nur durch Flucht retten. Einen Teil seines Vermögens erlangte er wieder und kehrte nach Tours zurück, wurde aber von dux (Herzog) Berulf vertrieben. Er zog raubend durch das Land, bis er bei Freunden in Bourges Unterschlupf fand.
Leudast wurde 582 von Chilperich begnadigt, durfte mit seiner Frau nach Tours zurückkehren und auch die Exkommunikation wurde aufgehoben. Gregor von Tours warnte ihn vor der Missgunst Königin Fredegundes. Leudast missachtet die Warnung und traf sich mit Chilperich und Fredegunde in Melun. Fredegunde war unversöhnlich und ließ ihn kurz darauf gefangen nehmen und hinrichten.